# Der Bildschnitzer von Würzburg
 Der Bildschnitzer von Würzburg ist eine Verserzählung (Märe), die von Hans Rosenplüt im 15. Jahrhundert verfasst wurde. Thema ist die Wolllust von Kirchenvertretern und die Kritik am Umgang des Klerus mit der Bevölkerung.
Die Geschichte handelt von einem Bildschnitzerehepaar, das einen Pfarrer hereinlegt, und greift, wie die Erzählung Der Herrgottschnitzer das Motiv eines zur Tarnung bemalten Pfarrers auf. Der Text ist in sechs Handschriften überliefert, die mehrheitlich aus Nürnberg bzw. aus dem nordbairisch-ostfränkischen Raum stammen.

## Inhalt
Ein Bildschnitzer ist mit der schönsten Frau der Stadt Würzburg verheiratet. Ein Pfarrer hat ein Auge auf sie geworfen und bietet ihr viel Geld, um mit ihr zu schlafen.
Die Frau erzählt das ihrem Mann, und die beiden schmieden einen Plan: Um ihm das Geld zu entlocken, willigt sie scheinbar auf den Vorschlag des Pfarrers ein. Sie lädt ihn zu sich nach Hause ein, bewirtet ihn und schenkt ihm Wein ein. Daraufhin gibt der Pfarrer ihr das Geld.
Als der Ehemann an die Tür klopft, gibt die Frau gibt vor, den Pfarrer verstecken zu wollen, und befiehlt ihm, seine Kleider abzulegen. Anschließend malt sie den Pfarrer so an, dass er den Statuen ihres Mannes gleicht. Der Bildschnitzer gibt nun vor, eine Statue für den Verkauf zu suchen und wählt den als Statue getarnten Pfarrer aus. Als er allerdings des Pfarrers Glied entdeckt, greift er zum Beil. Vor Schreck rennt der Pfarrer aus dem Haus und lässt sein Geld zurück. Der Bildschnitzer verfolgt ihn bis zu seinem Haus und fordert 100 Pfund für die angeblich entlaufene Statue. Er nimmt das Geld mit und lebt glücklich und zufrieden mit seiner Frau.